# Puntate di Paradise Run
Paradise Run è stato trasmesso negli Stati Uniti d'America su Nickeodeon dal 1º febbraio 2016.

## Puntate
| Stagione         | Puntate | Prima TV USA | Prima TV Italia |
| ---------------- | ------- | ------------ | --------------- |
| Prima stagione   | 20      | 2016         | 2018            |
| Seconda stagione | 20      | 2016-2017    | 2018            |
| Terza stagione   | 30      | 2017-2018    | 2018            |

## Prima stagione
Negli Stati uniti la seconda stagione è cominciata il 1º febbraio 2016 ed è finita il 29 febbraio 2016.
In Italia la stagione è cominciata il 9 giugno 2018 ed è finita il 17 giugno 2018.
| n° | codice di prod. | Titolo originale               | Titolo italiano                      | Prima TV USA     | Prima TV Italia |
| -- | --------------- | ------------------------------ | ------------------------------------ | ---------------- | --------------- |
| 1  | 105             | Besties                        |                                      | 1º febbraio 2016 |                 |
| 2  | 115             | Dig, Slide and Toss            | Stafetta in laguna                   | 2 febbraio 2016  | 15 giugno 2018  |
| 3  | 118             | Girl Power                     | Ragazze alla carica                  | 3 febbraio 2016  | 16 giugno 2018  |
| 4  | 107             | Puzzled Tiki                   | Il Tiki-Puzzle                       | 4 febbraio 2016  | 11 giugno 2018  |
| 5  | 111             | Splish-Splash and Dash         | Schizzi, Tiki e Hula                 | 5 febbraio 2016  | 13 giugno 2018  |
| 6  | 119             | Panic Under the Falls          | Panico sotto le scale                | 8 febbraio 2016  | 17 giugno 2018  |
| 7  | 116             | Cabana-Rama Adventure          | Lettini perfetti                     | 9 febbraio 2016  | 15 giugno 2018  |
| 8  | 101             | Hidden Zodiac                  | Zodiaco nascosto                     | 10 febbraio 2016 | 9 giugno 2018   |
| 9  | 109             | Where's My Charger?            | Dov'è il caricatore?                 | 11 febbraio 2016 | 12 giugno 2018  |
| 10 | 104             | What a Mess                    | Che confusione!                      | 12 febbraio 2016 | 10 giugno 2018  |
| 11 | 110             | Riddle Me This                 | Indovinello monello                  | 16 febbraio 2016 | 12 giugno 2018  |
| 12 | 103             | Hula What?                     | Hula cosa?!?                         | 17 febbraio 2016 | 10 giugno 2018  |
| 13 | 113             | Moving Statues                 | Le statue dello zodiaco              | 18 febbraio 2016 | 14 giugno 2018  |
| 14 | 106             | Raging Falls                   |                                      | 19 febbraio 2016 |                 |
| 15 | 117             | Going Coconuts fo Sand Dollars | Noci di cocco e dollari della sabbia | 22 febbraio 2016 | 16 giugno 2018  |
| 16 | 102             | Mix 'n' Match                  | Mescola e abbina                     | 23 febbraio 2016 | 9 giugno 2018   |
| 17 | 120             | Water Wonderland               | Una gara tutta al maschile           | 24 febbraio 2016 | 17 giugno 2018  |
| 18 | 108             | Are We There Yet?              | Siamo arrivati?                      | 25 febbraio 2016 | 11 giugno 2018  |
| 19 | 112             | Puzzles in Paradise            | Puzzle in Paradiso                   | 26 febbraio 2016 | 13 giugno 2018  |
| 20 | 114             | What's Apple-Pine?             | Scatti, tuffi e giochi buffi         | 29 febbraio 2016 | 14 giugno 2018  |

## Seconda stagione
Negli Stati Uniti è cominciata il 14 novembre 2016 ed è finita il 16 gennaio 2017.
In Italia la stagione è in corso.
| n° | Codice di prod. | Titolo originale               | Titolo italiano                                | Prima TV USA     | Prima TV Italia |
| -- | --------------- | ------------------------------ | ---------------------------------------------- | ---------------- | --------------- |
| 1  | 216             | It's All About the Thunderman! | Tutto sui Thunderman!                          | 14 novembre 2016 | 16 luglio 2018  |
| 2  | 219             | NRDD Run for Charity           | Nicky, Ricky, Dicky & Dawn per la beneficenza! | 15 novembre 2016 | 16 luglio 2018  |
| 3  | 217             | Thundermans in Paradiso        | I Thunderman in paradiso                       | 16 novembre 2016 | 17 luglio 2018  |
| 4  | 220             | NRDD in tha House              | In gara con le star                            | 17 novembre 2016 | 17 luglio 2018  |
| 5  | 218             | A Nick Showdown in Paradise    | Una gara molto speciale                        | 18 novembre 2016 | 18 luglio 2018  |
| 6  | 210             | Whose Underwear Is That?       | Mutande gelate                                 | 2 gennaio 2017   | 18 luglio 2018  |
| 7  | 205             | I Scream for Ice-Cream         | Un gelato da urlo!                             | 3 gennaio 2017   | 19 luglio 2018  |
| 8  | 204             | Lava Reception                 | Spegnete il vulcano                            | 4 gennaio 2017   | 19 luglio 2018  |
| 9  | 215             | Forgive You Not!               | Non ti perdono!                                | 5 gennaio 2017   | 20 luglio 2018  |
| 10 | 203             | Crazy Lei, Crazy Time          | Tutti pazzi per il "Lei"                       | 9 gennaio 2017   | 20 luglio 2018  |
| 11 | 206             | Rocketing Rainbow Scoops       | Che gelato prendi?                             | 10 gennaio 2017  | 21 luglio 2018  |
| 12 | 211             | Something's Fishy              | Mutande, pesci e tesori                        | 11 gennaio 2017  | 21 luglio 2018  |
| 13 | 213             | The Butt Squeeze               | Nozze con intoppo                              | 12 gennaio 2017  |                 |
| 14 | 201             | Zip, Launch & Fly              | Sfreccia, lancia, vola                         | 17 gennaio 2017  |                 |
| 15 | 208             | Paradise Express               | Paradise Express                               | 18 gennaio 2017  |                 |
| 16 | 214             | Skip, Drip & Zip               | Salta, strizza e corri!                        | 19 gennaio 2017  |                 |
| 17 | 212             | Salute Your Frozen Butt        | Sedere al fresco                               | 23 gennaio 2017  |                 |
| 18 | 207             | Very Important Party           | Very Important Part                            | 24 gennaio 2017  |                 |
| 19 | 209             | Volcano-a-Go-Go                | Vulcani a gogò                                 | 25 gennaio 2017  |                 |
| 20 | 202             | Can You Hear Me Now?           | Come hai detto, scusa?                         | 26 gennaio 2017  |                 |

## Terza stagione
Negli Stati Uniti la terza stagione è cominciata il 13 novembre 2017 ed è finita il 26 gennaio 2018.
In Italia la serie è comincia il primo 23 luglio 2018 ed è finita il 31 luglio 2018.
| n° | codice di prod. | Titolo originale              | Titolo italiano                    | Prima TV USA     | Prima TV Italia |
| -- | --------------- | ----------------------------- | ---------------------------------- | ---------------- | --------------- |
| 1  | 320             | Thunder on the Run            | Io ritorno dei Thunderman          | 13 novembre 2017 | 30 luglio 2018  |
| 2  | 322             | Nicky, Ricky, Dicky & Run     | Nicky, Ricky, Dicky & Run          | 14 novembre 2017 | 30 luglio 2018  |
| 3  | 310             | Run Shakin                    | I Game Shakers a Paradise Run      | 15 novembre 2017 | 26 luglio 2018  |
| 4  | 319             | A Rockin' Run with Thunder    | Celebrità in gara                  | 16 novembre 2017 | 29 luglio 2018  |
| 5  | 311             | Game on Game Shakers          | In gara con le celebrità           | 20 novembre 2017 | 26 luglio 2018  |
| 6  | 323             | Paradise Quad Clash           | Vulcano, calamari e panini giganti | 20 novembre 2017 | 30 luglio 2018  |
| 7  | 321             | Thunder-Quad, Assemble!       | Una sfida tra super star!          | 21 novembre 2017 | 29 luglio 2018  |
| 8  | 318             | School of Rockin' in Hawaii   | School of Rock alle Hawaii         | 21 novembre 2017 | 28 luglio 2018  |
| 9  | 317             | Clash of the Nick celebs      | Gara tra star                      | 22 novembre 2017 | 28 luglio 2018  |
| 10 | 309             | Game Shaking Up the Run       | Game Shakers in sfida              | 22 novembre 2017 | 25 luglio 2018  |
| 11 | 304             | Shark Tooth Island Run        | Occhio allo squalo!                | 1º gennaio 2018  | 24 luglio 2018  |
| 12 | 308             | Island in Paradise            | Un'isola in Paradiso               | 2 gennaio 2018   | 25 luglio 2018  |
| 13 | 306             | Paradise Island Run           | Gara Isola Paradiso                | 3 gennaio 2018   | 24 luglio 2018  |
| 14 | 305             | Shark Tooth Surprise          | Pesci, aragoste e pipistrelli      | 4 gennaio 2018   | 24 luglio 2018  |
| 15 | 307             | Outrigger Run                 | Gara tra canoe                     | 5 gennaio 2018   | 25 luglio 2018  |
| 16 | 316             | Paradise on the Ropes         | Esercizi di equilibrio             | 8 gennaio 2018   | 28 luglio 2018  |
| 17 | 312             | Paradise Raw-n                | Superstar a Paradise Run           | 9 gennaio 2018   | 26 luglio 2018  |
| 18 | 313             | Punching in Paradise          | La corsa pazza                     | 10 gennaio 2018  | 27 luglio 2018  |
| 19 | 315             | A Superstar Showdown          | Scontro finale tra superstar       | 11 gennaio 2018  | 27 luglio 2018  |
| 20 | 314             | Rumble Run                    | La corsa pazza                     | 12 gennaio 2018  | 27 luglio 2018  |
| 21 | 325             | Fresh Off the Run             | Una corsa molto "fresh"            | 16 gennaio 2018  | 31 luglio 2018  |
| 22 | 330             | Athletes in Paradise          | Atleti in Paradiso                 | 16 gennaio 2018  | 31 luglio 2018  |
| 23 | 328             | Big Time Run                  | Sfida in famiglia                  | 17 gennaio 2018  | 31 luglio 2018  |
| 24 | 329             | Going fo the Gold             | A caccia di una medaglia           | 18 gennaio 2018  | 31 luglio 2018  |
| 25 | 327             | A modem Wimpy Fuller Run      | Una corsa molto scivolosa          | 19 gennaio 2018  | 31 luglio 2018  |
| 26 | 301             | Supersized Prizes in paradise | Premi Extralarge in Paradiso       | 22 gennaio 2018  | 23 luglio 2018  |
| 27 | 326             | A Prized Packed Run           | Un premio straordinario            | 23 gennaio 2018  | 31 luglio 2018  |
| 28 | 324             | Big Run, Big Prize            | Grande gara, grande premio         | 24 gennaio 2018  | 30 luglio 2018  |
| 29 | 302             | A Supersized Run              | Cugini in gara                     | 25 gennaio 2018  | 23 luglio 2018  |
| 30 | 303             | High Octane Run               | Una gara a tutto gas               | 26 gennaio 2018  | 23 luglio 2018  |